# Psychoda jucunda
Psychoda jucunda är en tvåvingeart som beskrevs av Quate 1962. Psychoda jucunda ingår i släktet Psychoda och familjen fjärilsmyggor. Inga underarter finns listade i Catalogue of Life.